# SING! (曲)
「SING!」は、いきものがかりの楽曲。自身の3作目の配信シングルとして、ソニー・ミュージックレーベルズ / エピックレコードジャパンからダウンロード配信で2019年4月1日に発売された。
活動再開後「WE DO」、「太陽」に続き発売された配信限定シングル。

## 収録曲
| 全作詞・作曲: 水野良樹。 |           |           |            |          |      |
| #                        | タイトル  | 作詞      | 作曲・編曲 | 編曲     | 時間 |
| 1.                       | 「SING!」 | 水野良樹  | 水野良樹   | 亀田誠治 | 5:10 |
| 合計時間:                | 合計時間: | 合計時間: | 5:10       |          |      |

## 曲解説
1. SING!
フジテレビ系列「めざましテレビ」2019年度テーマソング（2019年4月1日 - 2020年3月27日）。
いきものがかりが同番組のテーマソングを書き下ろすのは2011年度の「NEW WORLD MUSIC」以来2度目。活動再開後、番組のテーマソングを担当するのは初。
ミュージックビデオにはゆりやんレトリィバァが出演。東京・お台場で楽曲に合わせて歌って踊るインパクトの強いカラオケ風映像となっている。

## 参加ミュージシャン
- いきものがかり
  - 吉岡聖恵：ボーカル
  - 水野良樹：ギター
  - 山下穂尊：ギター